# Колубара (област)
Колубара је област Србије, око реке Колубаре. Позната је по чувеној Колубарској битки која се одиграла у Првом светском рату, новембра и децембра месеца 1914. године. 

## Историја
Током неогена у лајковачкој котлини постојало  је језеро, док  је ваљевском котлином текла река Колубара. У лајковачкој котлини дно језерско  је дубине око 160 метара. Стварање данашње Колубаре почело  је крајем неогена отицањем  језера из лајковачко-обреновачке котлине. Колубара се тада појавила на дну  језерском и у њему усекла око 90 метара. При томе  је она урезала, удубљујући се у неогеним седиментима и терасу од 18 метара. Испод Словачке сутеске настаје Лајковачко-обреновачка котлина која се пружа све до ушћа Колубаре. Од Оштриковца на десној страни Словачке сутеске пружа се најпре према истоку, а затим према североистоку, скоро све до Лазаревца, зараван, састављена од тријарских кречњака и висока око 200 метара. С ње се диже Враче-брдо у тријарским кречњацима до висине од 240 метара. На страни Враче-брда у тријарским кречњацима усечена  је тераса од 94 (200 метара). Обзиром на наведену висину неогених наслага ова  је тераса абразиона. На десној страни Љига, међутим, испод села Ћелија у истим кречњацима усечена  је тераса  Чук, висока 26 (130метара). Судећи по висини она  је  речна. Лево од Колубаре, а северозападно од Словачке сутеске види се најпре тераса од 105 (219метара). Она  је усечена у старијим стенама и такође  је абразионог порекла. Од ње према северу настаје с леве стране Колубаре ниже и заравњено земљиште, састављено такође од  језерских, неогених наслага. На  југу оно  је високо око 150 метара, према северу између Колубаре и Тамнаве око 120 метара. Са ове заравни, састављене од  језерских наслага, диже се до висине од 161метра, главица Виш. На падини према Колубари у  језерским наслагама усечена  је речна тераса од 18 метара. Њена апсолутна висина износи у Јабучју 120 метара а низводно у Скобаљу 117 метара. Заравни источно и западно од Колубаре, састављене од језерских наслага, представљају дно језерско. Оне су разуђене од плиоцена тј.током дилувијума Колубаром и њеним притокама. Од свих ових притока највећа је Тамнава која  је најјаче и утицала на снижавање  језерског дна. Оно  је знатно ниже на западу него на истоку. Према досадашњим истраживањима име  реци  је дало келтско становништво. Претпоставља се да су Келти –Скордисци, првобитно илирско име  Кол- Апис изменили тако што су други део првобитног имена  Апис ( река) заменили својом  речју  Амбра (река). У слободном преводу име  реке  је синоним за хладну и тамну воду која извире из недара земље. 
Област обухвата површину од 420 км2 и има 68.356 хектара. Колубара и околне предеоне целине су током времена у неколико наврата биле потпуно испражњене.
Прво „чишћење”, ових крајева, десило се након Османлијског продирања са истока на запад, на Балканско полуострво, крајем 15 века, када се из Србије иселило око 450.000 душа, те тада не остаје ни 10-ти део становништва. 
Друго „чишћење” се десило под Арсенијем Чарнојевићем у Великој сеоби Срба када уз 30.000 фамилија преко Саве и Дунава одлазе и Колубарци. После Кочине крајине (1788-1791.г. - Свиштовски мир) Турци опраштају Србима учешће у рату, на страни Аустрије, и дају им право да сами организују своју нахијску и сеоску власт, што је била погодност за досељавање у ове крајеве. 
У доба ослобођења, у почетку 19. века, највећи део Београдског пашалука или Шумадија, био је покривен луговима и шумама, нарочито храстовим и буковим шумама. Села, растурена по пропланцима, била су удаљена једна од других и малобројна. Становништво се занимало нарочито сточарством, највише свињарством, радије него земљорадњом и повртарством. У току последњег века извршиле су се многе промене у физичком изгледу земље. Природна средина је све јаче експлоатисана а становништво се све брже прилагођивало овој средини. Отуда је потекло рационалније искоришћавање земљишта: данас се јасно разликују области земљорадње, повртарства и виноградарства. Серија преображаја се извршила без мало на овај начин. Са променама које су настале у географској средини, са прилагођивањем различних досељеника овој средини и са увећавањем густине становништва све се више преображавало ово друштво, састављено у почетку од сељака. Они се насељавају по градовима, постају занатлије и трговци, почињу да примају навике градскога живота. 
Почетком 20-тог века развојем рударства и оснивањем Р.Б. Колубара, долази до нових масовнијих досељавања, тако да можемо закључити да је у ове крајеве вршено досељавање у неколико махова; после Кочине крајине, за време Првог српског устанка, после Другог устанка и формирања Књажевине Србије, после Балканских и Првог светског рата, пре Другог као и после Другог светског рата и развоја Р.Б. Колубара. 
Пред почетак и за време најновијег рата 90-тих година овог века из Хрватске и Босне се доселио значајан број прогнаних Срба.